# Paracelsus-Bad
Das Paracelsus-Bad (Ausspracheⓘ) ist ein Hallenbad in Berlin. Es befindet sich an der Roedernallee im Ortsteil Reinickendorf des gleichnamigen Bezirks, unweit des U-Bahnhofs Paracelsus-Bad (Linie U8) und des S-Bahnhofs Alt-Reinickendorf (Linie S25). Die Gestaltung des U-Bahnhof nimmt durch seine Wandfliesen im Stile einer mittelalterlichen Badeszene direkten Bezug auf das Bad.

## Ausstattung
Das Bad hat ein Schwimmbecken mit einer Größe von 25 m × 12,5 m und ist zwischen 1,25 m und 3,5 m tief. Es hat ein 1-Meter- und ein 3-Meter-Sprungbrett. Das Nichtschwimmerbecken hat eine Größe von 11,5 m × 9 m. Darüber hinaus verfügt das Bad über eine Sauna mit zwei Kalt- und einem Warm-Tauchbecken, Whirlpool, Trockensauna, Dampfsauna, Ruheraum, Massageraum und einer Ruheoase unter freiem Himmel.
Das Bad hat eine eigene Wasserversorgung über zwei eigene Tiefbrunnen und einen 26 Meter hohen Hochwasserbehälter.

## Baugeschichte
Die Grundsteinlegung fand am 20. Juli 1957 statt. Gleichzeitig war es der Bau nach dem Entwurf des Hochbauamtes des ersten Hallenschwimmbades in Berlin nach dem Ende des Zweiten Weltkriegs. Eröffnet wurde das Bad am 29. Oktober 1960. Die Baukosten für das Bad lagen bei 6,598 Millionen Mark (kaufkraftbereinigt in heutiger Währung: rund 19,22 Millionen Euro). Der Name Paracelsus-Bad wurde auf einer Jury-Sitzung unter den Einsendungen von 365 Oberschülern ausgewählt. In den Jahren 1985–1987 wurde das Paracelsus-Bad für sechs Millionen Mark renoviert sowie in Teilen umgebaut. Im Jahr 1993 wurde die Saunaanlage fertiggestellt. Im Sommer 2019 wurde das Bad erneut für eine umfangreiche Sanierung geschlossen. Die Wiedereröffnung war zunächst für das Frühjahr 2023 geplant und wurde später von Ende 2024 auf das Jahr 2026 verschoben.